# Steve Mosby
Steve Mosby (* 1976 in Horsforth, Yorkshire) ist ein britischer Kriminalschriftsteller.
Er studierte Philosophie und lebt als freier Schriftsteller in Leeds. Seit seiner Kindheit war Schreiben seine Leidenschaft. 2007 gelang ihm mit dem Roman „Der 50/50-Killer“ der Durchbruch als Thrillerautor. Er schreibt auch unter dem Pseudonym "Alex North".

## Werke

### Romane
- 2003 The third person (dt. Spur ins Dunkel . Knaur TB, München 2010, ISBN 978-3-426-63831-6)
- 2005 The Cutting Crew
- 2007 The 50/50 Killer (dt. Der 50/50-Killer. Droemer, München 2007 ISBN 978-3-426-19767-7, 2008 nominiert für den US-amerikanischen Literaturpreis Barry Award in der Kategorie "Best British Crime Novel")
- 2008 Cry for Help (dt. Tote Stimmen. Droemer, München 2010, ISBN 978-3-426-19768-4)
- 2009 Still Bleeding (dt. Der Kreis des Todes. Droemer, München 2015, ISBN 978-3-426-30450-1)
- 2011 Black flowers (dt. Schwarze Blumen. Droemer, München 2012, ISBN 978-3-426-19927-5)
- 2012 Dark room (dt. Kind des Bösen. Weltbild, Augsburg 2012, ISBN 978-3-86365-343-9)
- 2014 The Nightmare Place (dt. Nachtschatten. Droemer, München 2016, ISBN 978-3-426-30468-6)
- 2015 I Know Who Did It (dt. Hölle auf Erden. Droemer, München 2017, ISBN 978-3-426-30557-7)
- 2017 You Can Run (dt. Der Totschreiber. Droemer, München 2018, ISBN 978-3-426-30644-4)

### Kurzgeschichten
- 2000 The Chattering
- 2008 Fruits
- 2012 9 Songs

## Auszeichnungen
- 2012 Dagger in the Library (Autor des Jahres in den Ausleihbibliotheken); Auszeichnung der britischen Crime Writers’ Association (CWA)